# Nightlife (álbum de Pet Shop Boys)
Nightlife es el séptimo álbum de estudio del dúo de synthpop británico Pet Shop Boys, lanzado en 1999 bajo el sello Parlophone.

## Antecedentes
Después del lanzamiento y promoción de su anterior álbum, Bilingual, los Pet Shop Boys comenzaron a trabajar con el dramaturgo Jonathan Harvey en la obra musical que con el tiempo se convirtió en Closer to Heaven. La producción de este musical tuvo como resultado un amplio repertorio de pistas, por lo que el dúo decidió componer un nuevo álbum. El 19 de julio de 1999, se publica el sencillo «I Don't Know What You Want But I Can't Give It Anymore». En el video promocional, se puede ver al dúo con una nueva apariencia, que sería representativa del álbum venidero. El 27 de septiembre, lanzan el exitoso sencillo «New York City Boy», escrito y producido en colaboración con el DJ David Morales.

## Lanzamiento
El 11 de octubre de 1999 se estrena Nightlife. Según explica Tennant, el título se debió a que muchas de las canciones toman lugar en la noche. "La vida nocturna se trata de lo que sucede por la noche: por qué la gente se arruina y se divierte. Cómo algunas personas son más felices por la noche, mientras que otras se sienten muy solas."
En la composición del álbum participaron distintos artistas y productores, con lo cual se encuentra una variedad considerable de influencias musicales. Desde el trance duro las canciones producidas en colaboración con Rollo Armstrong «For Your Own Good» y «Radiophonic»; dance-pop en «Closer to Heaven» y «I Don't Know What You Want But I Can't Give It Anymore»; disco pastiche en «New York City Boy»; hasta música country en «You Only Tell Me You Love Me When You're Drunk». En «In Denial», la cantante Kylie Minogue participa formando un dueto. Esta participación fue considerada riegosa por los críticos debido a que Minogue no estaba en su mejor momento, con ventas menores en discos y no sin contrato discográfico. Más tarde, Minogue cantaría «In Denial» en su gira Showgirl - The Greatest Hits Tour, con las voces pregrabadas de Tennant siendo reproducidas como parte del dueto mientras Minogue cantaba en vivo.
La canción «Nightlife», es la única del dúo en compartir el nombre de un álbum. Grabada durante las sesiones del álbum, finalmente fue descartada e incluida en un lado b de «Home and Dry» en el 2002, y posteriormente incluida en la reedición Further/Listening.

## Nightlife Tour
Tras la publicación del álbum, el dúo decide realizar una nueva gira mundial, llamada "Nightlife Tour", iniciando el 20 de octubre de 1999, en el teatro Jackie Gleason de Miami. Los aspectos visuales de la gira, así como los escenarios, fueron diseñados por el afamada arquitecta deconstructivista Zaha Hadid. Estos eran modulares, y se podía acomodar en lugares de encuentro de diferentes tamaños y ser arreglados por los coristas durante cada concierto. El promotor Harvey Goldsmith, presentaría problemas financieros y eventualmente terminaría en la quiebra. Esto hecho afectó seriamente a la gira y al dúo, generando mucha incertidumbre sobre su futuro. Sin embargo, continuarían con los conciertos, finalizando el 12 de febrero de 2000 en Mannheim, Alemania. "Nightlife Tour" sería grabada para ser comercializada posteriormente como “Montage, The Nightlife Tour”.

## Aspectos visuales
Para la promoción del álbum, tanto Tennant como Lowe adoptaron una apariencia nueva, diseñada en colaboración con el diseñador de moda y teatro, Ian McNeil. El dúo ahora se mostraba con cejas postizas gruesas y oscuras, inspiradas en la cultura kabuki, pelucas anaranjadas en una variedad de peinados, inspiradas por el movimiento punk; y gafas de sol negras. Esto fue incorporado con una serie de trajes en colores oscuros, apagados, los más desviados de los cuales incorporaban culotes, inspirados por el atuendo de los samurái, en vez de pantalones. Las fotografías involucrando los trajes fueron a menudo ambientadas en entornos urbanos; el hotel Midland en King Cross, Londres fue usado como el ambiente para debutar el look. Los trajes fueron usados para fotografías promocionales, la portada del álbum y escritos, todas las portadas de los sencillos, así como en el Nightlife Tour. De acuerdo a Tennant, los trajes los ayudaron a distanciarlo por sí mismo de las canciones, añadiéndose a la naturaleza impersonal de Nightlife. En otras entrevistas, él explicó que ellos reprodujeron su creencia en la necesidad de estrellas pop para tener imágenes públicas "más grandes que la vida", y fueron una reacción contra el look "naturalista" de la década de 1990.

## Recepción
El álbum no logró el mismo impacto que anteriores entregas del dúo, en parte debido al auge que estaba teniendo el britpop y el grunge. En las listas británicas, no sobrepasó del #7, siendo el puesto más bajo conseguido hasta ese entonces, y en Estados Unidos, se quedó con el puesto 84. Tuvo, a sí mismo, unas ventas modestas, con 1,2 millones de copias en el mundo.
La revista Rolling Stone describió al álbum como: "un torbellino discotequero que le roba el gancho de guitarra a U2; es un juego mental brillantemente retorcido al estilo clásico de Pet Shop". Por el contrario, Paul Cooper de Pitchfork, escribió "Sí, Nightlife tiene pistas que podrías poner en la radio, y luego están aquellas que deberían reproducirse solo para aquellos dispuestos a ser sometidos a la máxima degradación y deshumanización." Charles Taylor escribió para Salon: "La sensación de "Nightlife" sería nostálgica si no fuera tan pesimista. Hay una verdadera conmoción en la yuxtaposición de música de Pet Shop Boys que evoca un pasado juvenil con un estado mental adulto".

## Lista de canciones
Todas las canciones están escritas y compuestas por Neil Tennant y Chris Lowe, excepto donde se indica

### Nightlife[16]
| N.º   | Título                                                   | Escritor(es)                    | Duración |  |
| 1.    | «For Your Own Good»                                      |                                 | 5:16     |  |
| 2.    | «Closer to Heaven»                                       |                                 | 4:06     |  |
| 3.    | «I Don't Know What You Want But I Can't Give It Anymore» |                                 | 5:09     |  |
| 4.    | «Happiness Is an Option»                                 | Tennant - Lowe - George Clinton | 3:48     |  |
| 5.    | «You Only Tell Me You Love Me When You're Drunk»         |                                 | 3:11     |  |
| 6.    | «Vampires»                                               |                                 | 4:44     |  |
| 7.    | «Radiophonic»                                            |                                 | 3:31     |  |
| 8.    | «The Only One»                                           |                                 | 4:20     |  |
| 9.    | «Boy Strange»                                            |                                 | 5:10     |  |
| 10.   | «In Denial (con Kylie Minogue)»                          |                                 | 3:20     |  |
| 11.   | «New York City Boy»                                      | Tennant - Lowe - David Morales  | 5:15     |  |
| 12.   | «Footsteps»                                              |                                 | 4:16     |  |
| 52:14 |                                                          |                                 |          |  |

### Nightlife Extra (CD extra de edición limitada en los EE. UU.)[16]
En los Estados Unidos, Nightlife fue lanzado como un set de 2 CD de edición limitada llamado Nightlife/Extra. El segundo disco incluía todos los lados B de los lanzamientos en el Reino Unido de los sencillos I Don't Know What You Want But I Can't Give It Anymore y New York City Boy, así como remixes de esos sencillos, algunos de los cuales sólo estaban disponibles en los EE. UU. o en lanzamientos promocionales.
| CD 2     |                                                                                              |                                           |          |  |
| N.º      | Título                                                                                       | Escritor(es)                              | Duración |  |
| 1.       | «The Ghost of Myself»                                                                        |                                           | 4:02     |  |
| 2.       | «Casting a Shadow»                                                                           |                                           | 4:36     |  |
| 3.       | «Je t'aime... moi non plus (con Sam Taylor-Wood)»                                            | Serge Gainsbourg                          | 4:14     |  |
| 4.       | «Silver Age»                                                                                 |                                           | 3:30     |  |
| 5.       | «Screaming»                                                                                  | Tennan - Lowe - Tom Stephan (Superchumbo) | 4:51     |  |
| 6.       | «I Don't Know What You Want But I Can't Give It Anymore (remix de Morales)»                  |                                           | 7:44     |  |
| 7.       | «I Don't Know What You Want But I Can't Give It Anymore (remix de Thee Maddkatt Courtship )» |                                           | 7:37     |  |
| 8.       | «New York City Boy (remix de Superchumbo)»                                                   | Tennant - Lowe - Morales                  | 9:43     |  |
| 9.       | «New York City Boy (remix definitivo)»                                                       | Tennant - Lowe - Morales                  | 6:29     |  |
| 10.      | «New York City Boy (remix club de Thunderpuss 2000)»                                         | Tennant - Lowe - Morales                  | 10:52    |  |
| 11.      | «New York City Boy (remix de Lange)»                                                         | Tennant - Lowe - Morales                  | 7:06     |  |
| 01:10:44 |                                                                                              |                                           |          |  |

### Further Listening1996–2000
| Vol. 1 |                                                       |          |  |
| N.º    | Título                                                | Duración |  |
| 1.     | «Vampires (demo)»                                     | 4:02     |  |
| 2.     | «For All of Us (demo)»                                | 4:21     |  |
| 3.     | «Call Me Old-Fashioned (demo)»                        | 3:58     |  |
| 4.     | «Friendly Fire»                                       | 3:23     |  |
| 5.     | «Believe/Song for Guy (con Elton John)»               | 2:59     |  |
| 6.     | «Sail Away»                                           | 4:33     |  |
| 7.     | «It Doesn't Often Snow at Christmas (remix fan club)» | 3:56     |  |
| 8.     | «Nightlife»                                           | 3:54     |  |
| 9.     | «Playing in the Streets»                              | 3:23     |  |
| 10.    | «Tall Thin Men»                                       | 2:14     |  |
| 11.    | «Radiophonic (demo)»                                  | 5:15     |  |

| Vol. 2 |                                                                       |          |  |
| N.º    | Título                                                                | Duración |  |
| 1.     | «Somebody Else's Business»                                            | 3:30     |  |
| 2.     | «Silver Age»                                                          | 3:32     |  |
| 3.     | «Screaming»                                                           | 4:54     |  |
| 4.     | «For All of Us»                                                       | 4:22     |  |
| 5.     | «The Ghost of Myself»                                                 | 4:03     |  |
| 6.     | «Casting a Shadow»                                                    | 4:37     |  |
| 7.     | «I Don't Know What You Want But I Can't Give It Anymore" (extendida)» | 8:39     |  |
| 8.     | «Was It Worth It? (en vivo)»                                          | 3:05     |  |
| 9.     | «Lies»                                                                | 4:41     |  |
| 10.    | «Paris City Boy (en francés)»                                         | 5:17     |  |
| 11.    | «Positive Role Model»                                                 | 4:03     |  |
| 12.    | «Somebody Else's Business (remix extendido)»                          | 5:33     |  |

## Personal
- Neil Tennant
- Chris Lowe

### Otros músicos
- Pete Gleadall - Programación en pistas 1, 4, 7 & 9. Programación adicional en pista 3
- Mark Bates - Teclados adicionales en pistas 1, 7 & 9
- Pauline Taylor - Voces adicionales en pista 1
- Stephen Hilton - Programación y teclados adicionales en pistas 2, 5, 6, 8, 10 & 12
- Richard T. Norris - Programación y teclados adicionales en pistas 2, 6 & 12
- Joey Mosk - Programación de teclado en pista 11
- Pete "Ski" Schwartz - Teclados adicionales en pistas 2 & 12. Teclados, programación y arreglos de orquesta en pista 3
- Craig Armstrong - Arreglos de orquesta en pistas 2, 5, 6, 8, 10 & 12. Arreglo de coros en pistas 10 & 12. Teclados adicionales en pistas 2, 5, 6 & 10. Piano en pistas 5, 6, 8 & 10. Piano adicional en pista 12. Vocoder en pista 8
- Pete Lockett - Percusión en pistas 2, 6, 8 & 12
- Kate St John - Oboe en pista 4
- B. J. Cole - Pedal de steel guitar en pista 5
- Scott J Fraser - Bajo en pistas 5, 6, 8 & 12
- Sylvia Mason-James - Voces adicionales en pista 4
- Audrey Wheeler - Voces adicionales en pista 3
- Ali MacLeod - Guitarra en pistas 2, 5, 6 & 12
- JB Henry - Voces adicionales en pistas 8 & 12
- Malcom Hyde-Smith - Percusión en pista 9
- Paul Herman - Guitarra en pista 9
- Andy Ganagadeen - Batería en pista 9
- Kylie Minogue - Voz invitada en pista 10
- Vincent Montana Jr. - Arreglos de cuerdas y claxon y conducción en pista 11
- Carlos Gómez - Percusión en pista 11
- Gene Pérez - Bajo en pista 11
- Danny Madden - Arreglos de voces de fondo y conducción en pista 11
- Steve Abrams, Billy Cliff, Keith Flutt y John James - Voces de fondo en pista 11
- Tessa Niles y Carol Kenyon - Voces adicionales en pista 12
- The London Session Orchestra - Orquesta en pistas 2, 5, 6, 10, & 12
- Metro Voices - Coro en pistas 10 & 12